# 畠山政久
畠山 政久（はたけやま まさひさ）は、室町時代後期の武士。本姓は源氏。通称は弥三郎。別名、義富（よしとみ）。実名に関しては諸説あるため、畠山 弥三郎（はたけやま やさぶろう）の名で呼ばれることが多い。

## 生涯
畠山持富の長男。弟に政長。従兄に義就。
父・持富は、伯父の畠山持国に嫡子がいなかったため持国の後継者になっていたが、文安5年（1448年）に跡目が持国の庶子の義就に変更され、宝徳4年（1452年）に失意の中死去した。これに一部の家臣団が反発、享徳3年（1454年）4月に政久擁立の陰謀が発覚して持国に排斥されたが、政久は細川勝元に匿われ8月に反撃、持国を隠居に追い込み、義就を伊賀国に追い出した。
しかし、12月に8代将軍・足利義政の支持を得た義就は上洛、入れ替わるように政久は流浪の身となった。翌年、持国が死んで義就が当主になる。
義就が大和国に勢力を拡大する為に度々義政の命令と称して家臣を派遣したり、家臣が大和の所領を横領したりして義政の信頼を失っていたため、勝元の支援の元で長禄3年（1459年）7月23日に政久は赦免されたが、間もなく死去。
嗣子がなかったため遊佐長直、神保長誠らは弟の政長を擁立して義就とのお家騒動を継続、応仁の乱のきっかけを生み出した。